# Abale
Abale (auch Abar, Abiru oder Ibaru) war eine Königin von Kusch im 7. Jahrhundert v. Chr. Sie war die Mutter des Taharqa, der von 690 bis 664 v. Chr. als altägyptischer König der „äthiopischen“ 25. Dynastie herrschte.

## Biographische Hinweise
Über Abale sind nur wenige Informationen bekannt. Die wichtigsten Quellen sind mehrere Stelen ihres Sohnes Taharqa, die bei Ausgrabungen in Gematen gefunden wurden, wo sich eine der wichtigsten Kultstätten von Kusch befand. Ein Relief an der Spitze einer der Stelen stellt Abale in zwei symmetrischen Szenen dar, in denen sie hinter Taharqa Sistrum spielt, während er dem Gott Amun Brot und Wein darbietet. Ähnliche Darstellungen von ihr wurden auf einem Wandrelief im Tempel der Mut am Jebel Barkal und im Amun-Tempel in Sanam, nicht weit von Barkal am gegenüberliegenden Nilufer, gefunden.
Aus dem Textmaterial über Abale geht hervor, dass sie eine Nichte von Alara war, dem ersten namentlich bekannten Herrscher des kuschitischen Reiches und wahrscheinlichen Gründer der Dynastie. Aufgrund der Indizien wurde angenommen, dass Abale eine Tochter von Kaschta war, dem ersten historisch bezeugten kuschitischen König, und eine Schwestergemahlin des Königs Pije, der Ägypten von Süden eroberte und erster Pharao der „äthiopischen“ Dynastie wurde.

### Besuch von Taharqa in Ägypten
Die biographischen Hinweise von Abale auf den Stelen von Taharqa beschränken sich auf zwei Ereignisse. Die Aufzeichnungen auf seinen beiden Stelen des sechsten Regierungsjahres (eine aus Gematen in Kusch und ihr Duplikat aus Tanis in Unterägypten) erwähnen den Besuch der „Königsmutter“ in Ägypten, nachdem eine außergewöhnliche Nilschwemme und mehrere Naturphänomene („vier gute Wunder innerhalb eines Jahres“) stattgefunden hatten. Es wird berichtet, dass Abale nach langer Trennung zu Taharqa kam (da er sie im Alter von zwanzig Jahren verlassen hatte) und sich außerordentlich freute, als sie ihren Sohn gekrönt und mit allen Attributen königlicher Macht ausgestattet sah. Der Text vergleicht Abale mit der Göttin Isis, die „ihren Sohn Horus auf dem Thron (seines) Vaters Osiris sah, nachdem er ein Jüngling im Nest von Chemmis gewesen war“, und bemerkt schmeichelnd, dass „Isis, als sie Horus fand, wie die Königsmutter war, (jetzt, da) sie mit ihren Sohn wiedervereint wurde.“ Ähnliche Hinweise auf das Wiedersehen der Königsmutter, die mit Isis identifiziert wird, und ihres Sohnes kurz nach seiner Inthronisierung finden sich auch in einigen anderen offiziellen Aufzeichnungen der kuschitischen Könige, z. B. auf der Stele von Anlamani und in einer Inschrift von Irikeamannote, beide aus Gematen. Dies deutet auf eine bestimmte rituelle Handlung hin, die im Zuge der Amtseinführung des kuschitischen Königs stattfinden sollte, auch wenn dies im Falle von Taharqa erst sechs Jahre nach seiner Krönung vorgesehen war. Es sind keine ägyptischen Parallelen dazu bezeugt, so dass es sich um eine Neuerung der kuschitischen Herrschaft in Ägypten oder um eine ägyptisierende Abwandlung einer kuschitischen Tradition handeln könnte.
Nach Vinogradov scheint es am wahrscheinlichsten, dass das „Wiedersehen“ des Königs mit seiner Mutter seinen erbrechtlichen Anspruch auf den Thron bestätigen sollte. Die Stellung Taharqas als Oberherr des ägyptisch-kuschitischen Reiches scheint bis zu seinem sechsten Regierungsjahr geschwächt gewesen zu sein. Das Erscheinen der Königsmutter in dieser Zeit muss für Abhilfe gesorgt haben und erlaubte Taharqa, weitere zwanzig Jahre zu regieren.